# Portada/efemèride agost 11
Arlene Dahl
« 10 d'agost · 11 d'agost · 12 d'agost »